# Caruaru
Caruaru is een gemeente in de Braziliaanse deelstaat Pernambuco. De gemeente telt 402.290 inwoners (schatting 2024) op een oppervlakte van 923,15 vierkante kilometer. Caruaru bevindt zich op een hoogte van 554 meter. Zo'n 140 kilometer oostwaarts vindt men de hoofdstad van Pernambuco, Recife. 

## Geografie

### Aangrenzende gemeenten
De gemeente grenst aan Agrestina, Altinho, Bezerros, Brejo da Madre de Deus, Frei Miguelinho, Riacho das Almas, São Caetano, Taquaritinga do Norte, Toritama en Vertentes.

### Hydrografie
De rivier de Ipojuca stroomt door de stad Caruaru.

## Cultuur
Het is de populairste gemeente uit het binnenland van de deelstaat Pernambuco en dit vooral vanwege de culturele achtergrond. De gemeente bevindt zich in de microzone van de Agreste. De gemeente wordt ook weleens hoofdstad of 'prinses' van de Agreste genoemd, en is ook gekend onder de naam hoofdstad van de forró (muziek en dans, typisch voor deze streek en regio). Elk jaar is er gedurende de hele maand juni een groot feest, genaamd Festa do São João. Er zijn gedurende deze maand verschillende optredens van artiesten en groepen en verschillende randactiviteiten op de Patio de Eventos Luiz Gonzaga. Het plein is genoemd naar een van de populairste forrómuzikanten, Luiz Gonzaga.

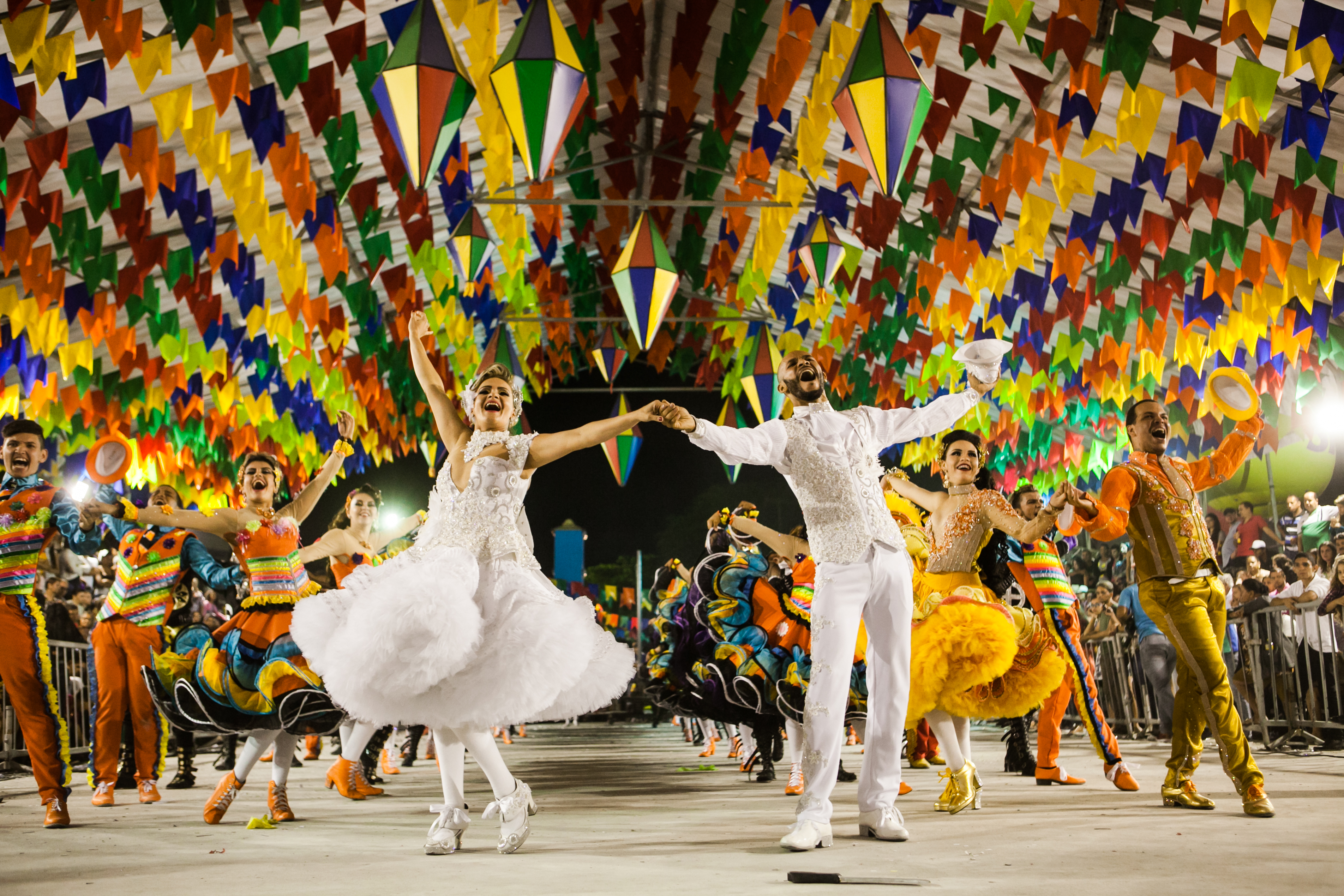
Het feest Festa do São João in Caruaru

## Religie
De plaats is zetel van het rooms-katholieke bisdom Caruaru.

## Verkeer en vervoer

### Wegen
Caruaru is via de hoofdweg BR-104 verbonden met Macau in het noorden en met Maceió in het zuiden.
En via de BR-232 met Parnamirim in het westen en Recife in het oosten.

### Luchtwegen
Er is een lokale luchthaven Aeroporto Oscar Laranjeiras, maar de dichtstbijzijnde internationale luchthaven bevindt zich in Recife.

## Geboren
- Marcos Joaquim dos Santos, "Marcos" (1975), voetballer
- Clemerson de Araújo Soares, "Araújo" (1977), voetballer